# Nõmme (stadsdistrict)
Nõmme (Russisch: Немме (Nemme), na 1940 Нымме (Nymme); Duits: Nömme) is een van de acht stadsdistricten (Estisch: linnaosad) van Tallinn, de hoofdstad van Estland. De naam hangt waarschijnlijk samen met nõmm, het Estische woord voor ‘heide’.
Het stadsdistrict had 37.404 inwoners op 1 januari 2022 en beslaat een oppervlakte van 29,19 km². De bevolkingsdichtheid is dus 1.281/km². De meeste huizen in het district zijn al wat ouder, vaak vrijstaand en in particulier bezit. Vanwege het vele groen wordt Nõmme wel de ‘bosstad’ genoemd.
Het district ligt in het zuidwesten van Tallinn; ten noorden ervan liggen de stadsdistricten Haabersti, Mustamäe en Kristiine, ten zuiden ervan loopt de stadsgrens. Ten oosten van Nõmme ligt het Ülemistemeer (het drinkwaterreservoir van Tallinn); het Rakumeer in het zuiden ligt voor een deel in het stadsdistrict.

## Bevolking

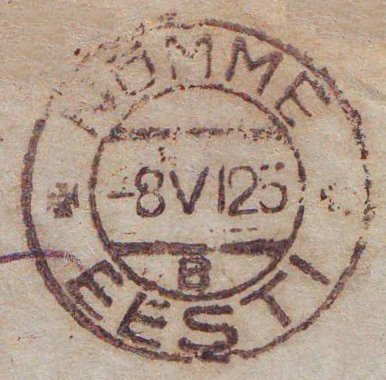
Het poststempel van Nõmme in de jaren twintig

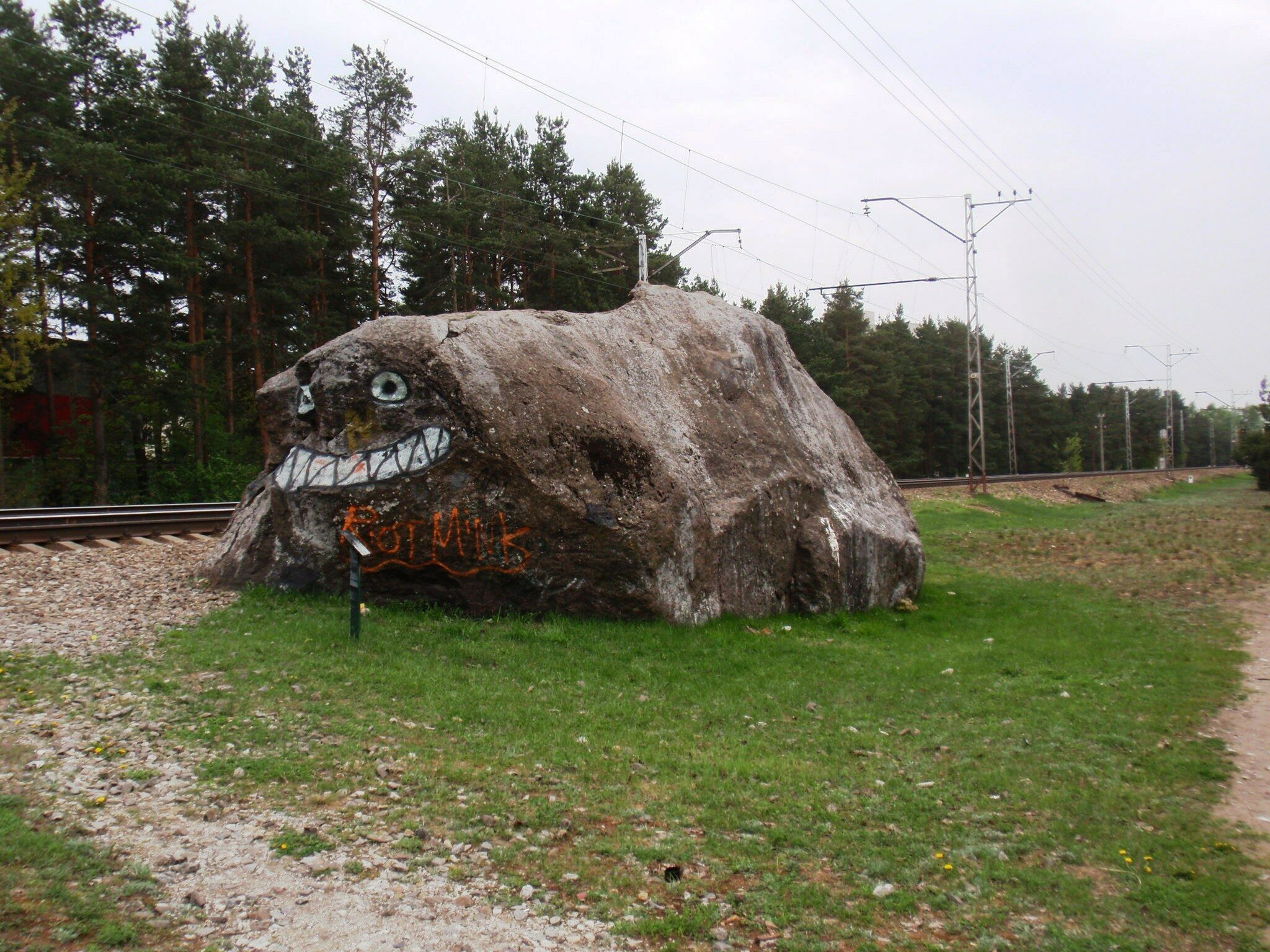
Beschilderd rotsblok langs de spoorlijn bij Rahumäe

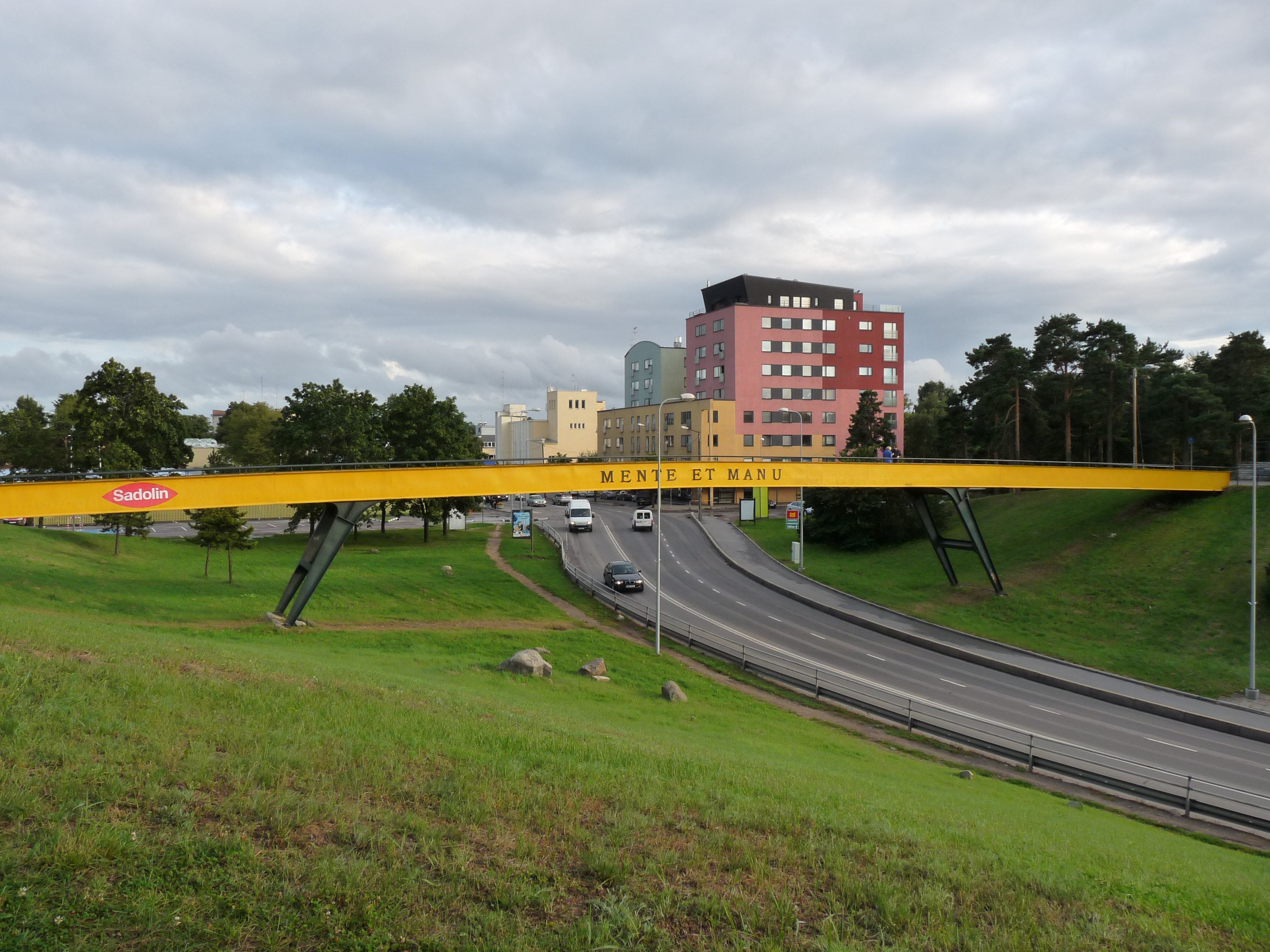
Brug in Nõmme met het motto van de Technische Universiteit Tallinn

Van de bevolking van Nõmme spreekt 85,9% Estisch (het hoogste percentage van alle districten van Tallinn), 10,4% Russisch, 1,2% Oekraïens en 0,5% Wit-Russisch. Veel mensen die een andere taal spreken dan Estisch, hebben wel de Estische nationaliteit. Dat geldt voor 93,0% van de bevolking; 2,6% is stateloos, 1,9% heeft de Russische en 0,5% de Oekraïense nationaliteit (cijfers van januari 2020).

## Geschiedenis
De kern van het district, de wijk Nõmme, is in 1873 gesticht door Nikolai von Glehn (1841-1923), de eigenaar van Jälgimäe, een landgoed ten zuiden van Tallinn (nu een dorp in de gemeente Saku). Het gebied dat Nõmme zou worden, hoorde toen bij Jälgimäe. Von Glehn liet er datsja’s bouwen. Delen van het huidige stadsdistrict zijn echter al ouder; Pääsküla (Duits: Paeskülla) werd al in 1241 vermeld in het Liber Census Daniæ, een inventarisatie van de bezittingen en inkomsten van koning Waldemar II van Denemarken. Noord-Estland was in die tijd in Deense handen. Het gebied bestaande uit Mustamäe, Vana-Mustamäe en delen van Hiiu en de wijk Nõmme heette vroeger Hohenhaupt (in het Duits) of Kõrgepea (in het Estisch). Die naam werd voor het eerst vermeld in een oorkonde uit 1371.
De nederzetting kreeg al in 1872 een station aan de spoorlijn Tallinn-Paldiski, en begon door toedoen van von Glehn te groeien. In 1926 kreeg Nõmme stadsrechten. De stad groeide in de volgende jaren uit tot de vijfde stad van Estland, maar na de bezetting van Estland door de Sovjet-Unie, in 1940, werd de stad bij Tallinn gevoegd. Daar heeft ze sindsdien altijd bij gehoord.
In 1956 werd het stadsdistrict Nõmme samengevoegd met het stadsdistrict Kesklinn tot het stadsdistrict Keskrajoon. Tussen 1974 en 1991 heette dit district Lenini rajoon (Lenindistrict). In 1991 werd het district omgedoopt in Lõunarajoon (Zuidelijk district) en in 1993 werd het weer opgesplitst in Kesklinn en Nõmme.

## Nõmme nu
Nõmme is onderverdeeld in tien subdistricten (Estisch: asumid): Hiiu, Kivimäe, Laagri, Liiva, Männiku, Nõmme (hieraan ontleent het district zijn naam), Pääsküla, Rahumäe, Raudalu en Vana-Mustamäe. In Hiiu ligt het hoogste punt van Tallinn, 64 meter boven de zeespiegel.
Nõmme heeft zes stations langs de spoorlijn van Tallinn naar Paldiski: Rahumäe, Nõmme, Hiiu, Kivimäe, Pääsküla en Laagri. Het subdistrict Liiva heeft een station aan de spoorlijn van Tallinn naar Viljandi en Pärnu.
Nõmme is de thuisbasis van de voetbalclubs JK Nõmme Kalju en FC Nõmme United.